# 1ª Divisão da Associação de Futebol do Porto - 2007/2008

## 1ª Divisão Série 1 - 2007/2008
|    | Clube           | Localidade            | Concelho          |  |
| 1  | Balazar         | Póvoa de Varzim       | Póvoa de Varzim   |  |
| 2  | Castêlo da Maia | Maia                  | Maia              |  |
| 3  | Custóias        | Custóias              | Matosinhos        |  |
| 4  | Folgosa Maia    | Maia                  | Maia              |  |
| 5  | Foz             | Porto                 | Porto             |  |
| 6  | Grijó           | Grijó                 | Vila Nova de Gaia |  |
| 7  | Gilhabreu       | Guilhabreu            | Matosinhos        |  |
| 8  | Gulpilhares     | Vila Nova de Gaia     | Vila Nova de Gaia |  |
| 9  | União Lavrense  | Lavra                 | Matosinhos        |  |
| 10 | Labruge         | Labruge               | ??                |  |
| 11 | Leverense       | Lever                 | Vila Nova de Gaia |  |
| 12 | Leça do Balio   | Leça do Balio         | Matosinhos        |  |
| 13 | São Félix       | São Félix da Marinha  | Vila Nova de Gaia |  |
| 14 | Pasteleiria     | Porto                 | Porto             |  |
| 15 | São Pedro Rates | [São Pedro de Rates]] | Póvoa de Varzim   |  |
| 16 | Progresso       | Porto                 | Porto             |  |
| 17 | Valadares       | Valadares             | Vila Nova de Gaia |  |
| 18 | Serzedo         | Porto                 | Porto             |  |

## 1ª Divisão Série 2 - 2007/2008
|    | Clube            | Localidade            | Concelho           |  |
| 1  | Acad. Felgueiras | Felgueiras            | Felgueiras         |  |
| 2  | Alfenense        | Alfena                | Valongo            |  |
| 3  | Nun'Alvares      | Recarei               | Paredes            |  |
| 4  | Salvadorense     | Salvador do Monte     | Amarante           |  |
| 5  | Sobrado          | Sobrado               | Valongo            |  |
| 6  | Vilarinho        | Vilarinho             | Santo Tirso        |  |
| 7  | Águias de Eiriz  | Eiriz                 | Paços de Ferreira  |  |
| 8  | Baião            | Baião                 | Baião              |  |
| 9  | Barrosas         | Barrosas              | -                  |  |
| 10 | Caíde            | Caíde de Rei          | Lousada            |  |
| 11 | Cristêlo         | Cristelo              | Paredes            |  |
| 12 | Gens             | -                     | -                  |  |
| 13 | Leões da Citânia | -                     | -                  |  |
| 14 | Leões de Seroa   | Seroa                 | Paços de Ferreira  |  |
| 15 | Paço de Sousa    | Paço de Sousa         | Penafiel           |  |
| 16 | S. Lourenço      | São Lourenço do Douro | Marco de Canaveses |  |
| 17 | S. Martinho      | -                     | -                  |  |
| 18 | Rio de Moinhos   | Rio de Moinhos        | Penafiel           |  |